# Theodore Limpergbrug
De Theodore Limbergbrug (brug 169P) is een vaste bruggen in Amsterdam-Centrum.
Het is een betonnen voetgangersbrug met metalen leuningen over de Nieuwe Achtergracht. Ze ligt in het verlengde van de Rita Vuykbrug over de Plantage Muidergracht. Beide bruggen voeren af of naar de campus van de Universiteit van Amsterdam. De bruggen hebben een zodanige "wegdek" meegekregen dat tweewielers aan de hand meegevoerd kunnen worden. Een geleidelijk stijgende/dalende fietspad bevindt zich tussen twee trappen. Een opvallend verschil is dat de Rita Vuykbrug kaarsrecht is, de Limpergbrug  heeft bochten in de kadeverbindingen. De brug dateert uit de periode 1973/1974. De betonnen Theodore Limpergbrug wordt gedragen door een betonnen paalfundering en de overspanning door twee brugpijlers, met een brede centrale doorvaart en twee smallere aan de zijkanten.
In maart 2019 vernoemde de gemeente Amsterdam de brug naar Professor doctor Theodore Limperg. Hij was stichter van de faculteit Economie en Business van de UvA en grondlegger van de wetenschappelijke bedrijfseconomie in Nederland. Even later kreeg ze een officieel Amsterdams brugnummer: 2521

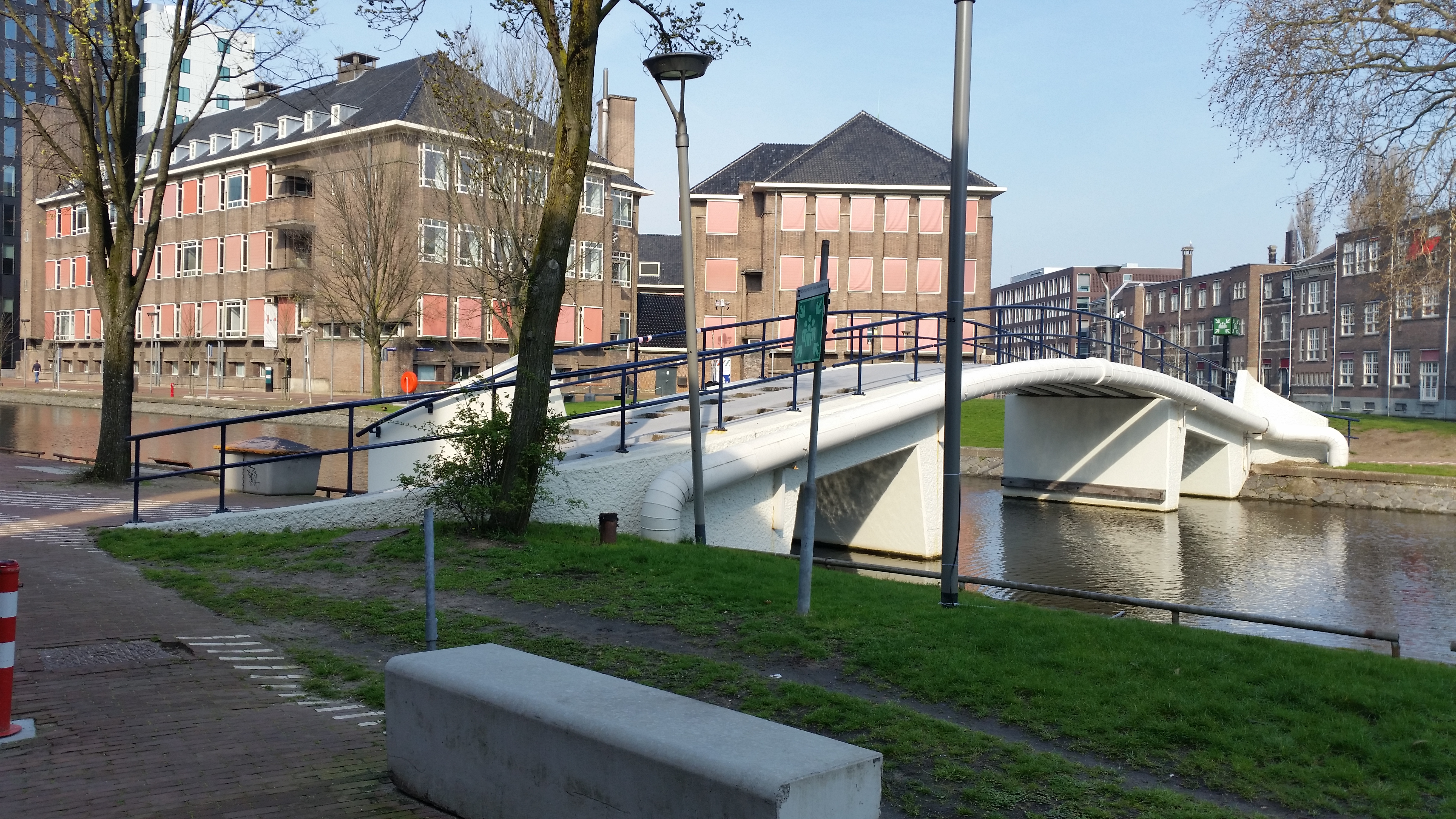
Theodore Limpergbrug met UvA-gebouwen (april 2019)